# Le Distel
Pour les articles homonymes, voir Distel.
Die Distel (Le Chardon) est un cabaret berlinois se trouvant à Berlin-Mitte.

## Histoire
Il a été fondé en 1953 et se trouvait à Berlin-Est.
Jusqu'à sa privatisation en 1990, il a eu pour directeurs Erich Brehm (de), (1953-1958), Hans Krause (Kabarettist) (de)(1958-1963), Georg Honigmann (Journalist) (de) (1963-1968), Otto Stark (Kabarettist) (de) (1968-1990).

## Galerie

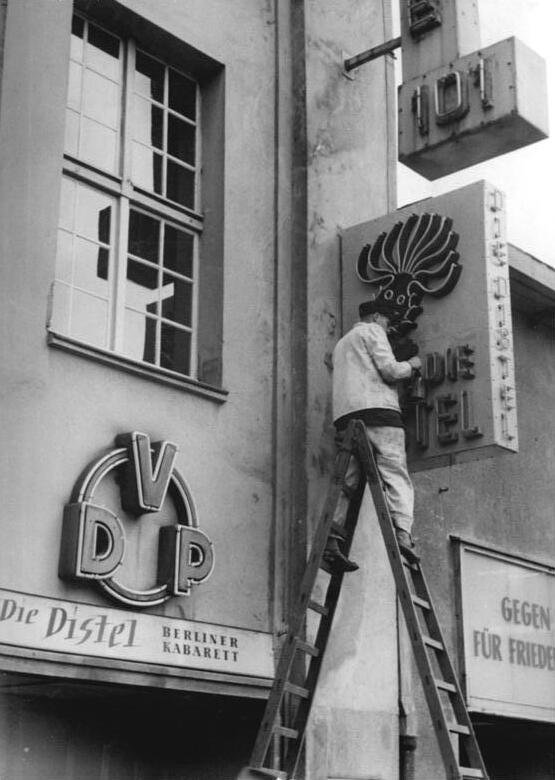
En 1954.
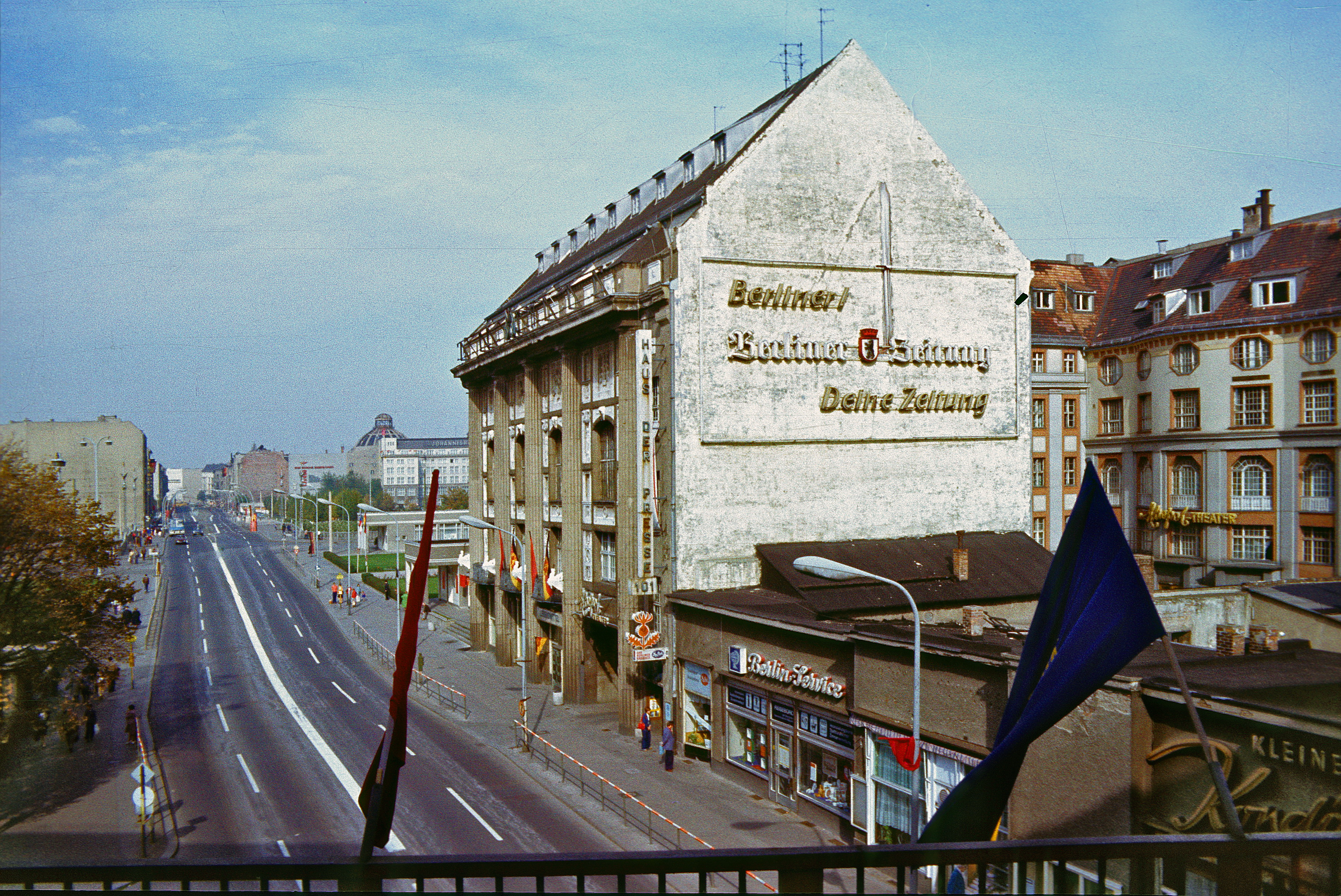
En 1982. Publicité pour le Berliner Zeitung.
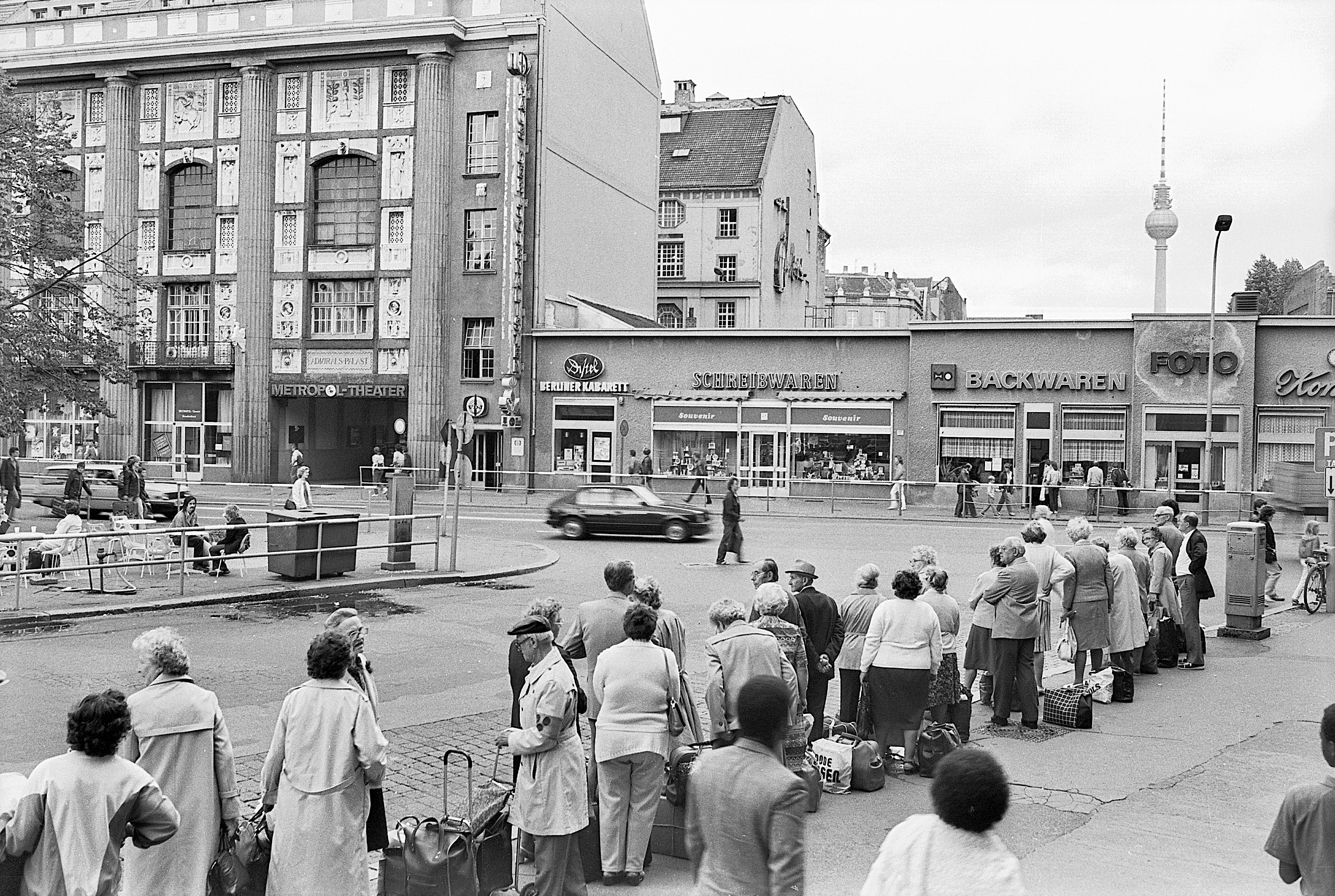
En 1986.

## Comédiens
- Charlotte Brummerhoff (de) (1953-1955)
- Wolfgang Erich Parge (de)
- Hilde Kneip (de)
- Werner Lierck (de) (1953-1958
- Gina Presgott (de) (1953-1959) et (1964-1965)
- Robert Trösch (1953-1956)
- Gustav Müller (de) (1953-1978)
- Irmgard Düren (1954)
- Horst Nowack (1954)
- Werner Schall (1954-1956) et (1958-1960)
- Ingrid Ohlenschläger (de) (1954-1964)
- Hanna Donner (1954-1987) et 1990
- Ernst Kahler (de) (1955-1958)
- Heinz Draehn (de) (1955-1986)
- Hans Weigand (1956)
- Herbert Köfer (1956-1959)
- Gerd E. Schäfer (de) (1956-1967)
- Ellen Tiedtke (de) (1957-1964)
- Hannelore Erle (de) (1965-1991)
- Ilse maybrid (1966-1989)
- Doris Abeßer (1966)
- Peter Dommisch (de) (1966)
- Lutz Stückrath (de) (1967-1976)
- Brigitte Krause (1966-1989)
- Evelyn Heidenreich (1971)
- Maria Mallé (1968-1969)
- Werner Troegner (de) (1969-1971)
- Hans-Edgar Stecher (de) (1969-1971)
- Helmut Hellmann (1971-1991)
- Manfred Ott (1972-1973)
- Hasso von Lenski (de) (1973)
- Wolfgang Schulze (1974-1978)
- Madeleine Lierck (de) (1975-1976) et 1991
- Heinz Lyschik (de) (1975-1984)
- Edgar Harter (de) (1975 à aujourd'hui)
- Kerstin Sanders-Dornseif (nds) (1975 et 1977-1978)
- Elke Brosch (1976-1977)
- Rosemarie Münzer (1976-1977)
- Wolfgang Flieder (1976-1977)
- Klaus-Peter Pleßow (de) (1976-1977)
- Zara Jänel (1977-1978)
- Rolf Mey-Dahl (de) (1977-1981)
- Klaus Bergatt (de) (1977-1983)
- Lothar Tarelkin (1977-1985)
- Christine Harbort (de) (1978)
- Hildegarde Walter (1978)
- Gert Kießling (de) (1978-2007)
- Ulrike Stanelle (1980-1981)
- Christine Wieland (1980)
- Reneé Kubsch (1981-1982)
- Jürgen Freiheit (1981-1982)
- Heidrun Preußer (1981-1985)
- Michael Scholze (1983-1984 et 1990)
- Doris Mielan (1983)
- Michael Engel (1983-1987)
- Axel Rheinshagen (1983)
- Michael Nitzel (1983 à aujourd'hui)
- Karin Weser (1984-1985)
- Karl Horbol (1984-1986)
- Karsten Speck (de) (1984-1988)
- Myriam Stark (1984-1991)
- Peter Mohrdieck (de) (1986-1989)
- Detlev Nier (1986-1989)
- Gabriela Schütz (1986-1990)
- Erika Köllinger (de) (1987-1990)
- Petra Keil (1987)
- Holger Franke (Schauspieler, 1942) (de) (1989-1990)
- Frank Hildebrand (1988)
- Peter Thomsen (Schauspieler) (de)
- Dagmar Jaeger (1989 à aujourd'hui)
- Stefan Martin Müller (de) (1989 à aujourd'hui)
- Gisela Oechelhaeuser (en) (1990-1999)
- Wolfgang Bahro (en) (1992)
- Andrea Badey (1992-1993)
- Uwe Zerbe (de) (1992-1995)
- Lothar Bölck (de) (1997-1998)
- Simone Grunert (1998-2000)
- Santina Binder (1998)
- Ursula Flacke (de) (1999-2000)
- Bastienne Voss (de) (1999-2004)
- Dorina Pascu (2006-2012)
- Timo Doleys (de) (2006 à auourd'hui)
- Maja Elsenhans (2011-2014)
- Caroline Lux (2011 à aujourd'hui)
- Hartmut Scheyhing (2012-2013)
- Martin Maier-Bode (de) (2009-2014)
- Claudia Graue (de) (2010)
- Matthias Felix Lauschuss (2009 à aujourd'hui)
- Michael Frowin (de) (2009-2010)

## Récompenses
- Prix national de la République démocratique allemande (1961)
- Ordre du Mérite patriotique (1973)